# الإشارة إلى الإيجاز في بعض أنواع المجاز
الإشارة إلى الإيجاز في بعض أنواع المجاز ويسمى أيضاً مجاز القرآن وهو من أهم كتب العز بن عبد السلام، وعَدَّ تاج الدين السبكي هذا الكتاب وكتاب «قواعد الأحكام» شاهدين على إمامة العز وعظيم منزلته في علوم الشريعة.
ويتصل موضوع الكتاب بعلم البيان والمعاني في علوم العربية، ويُظهر إعجاز القرآن في الفصاحة والبلاغة والبيان، ويُعد هذا الكتاب أهم كتاب في الموضوع، والناس عالة عليه، ولذلك انتشر واشتهر، وطُبع عدة مرات وصُوّر. ويتكوّن الكتاب من مقدمة وبابين وخاتمة، وفيه فصول كثيرة وفوائد عديدة.

## وصلات خارجية
- تحميل الكتاب.